# Kwazá (poble)
Els Kwazá (o Coaiá, Koaiá, Koaya, Kwaza, i Quaiá) són un poble indígena del Brasil. La majoria dels kwazá viuen amb els aikanã i latundê a la terra indígena Tubarão-Latundê a l'estat de Rondônia; no obstant això, alguns kwazá viuen a la terra indígena Kwazá do Rio São Pedro. El 2008 la seva població era de 40, enfront de 25 el 1998.

## Llengua
El 2005, 25 Kwazá parlen el kwazá, una llengua no classificada.

## Història
Els kwazá històricament viuen amb els aikanã, kanoê, tuparis, sakurabiat, salamãi, i altres grups, que eren semblants culturalment, tot i que les seves llengües no eren totes mútuament intel·ligibles. Aquests grups es van casar, van lluitar entre ells i es van unir en festivals.
Els kwazá van ser forçats a abandonar les seves terres tradicionals pels ramaders després de la construcció de BR-364 als anys seixanta.